# Rain Paint
Rain Paint – fiński zespół muzyczny założony w 2002 roku w mieście Helsinki. Rain Paint jest zespołem gothic metalowym, łączącym w swojej muzyce także elementy doom metalowe. Muzycy Rain Paint udzielają się także w zespole Fragile Hollow. Zespół powstał wtedy, kiedy Aleksi Ahokas uznał, że ma parę piosenek, które nie będą pasowały stylowo do jego pierwszego zespołu Fragile Hollow. Materiał został pokazany My Kingdom Music, po czym został podpisany kontrakt płytowy na dwa albumy. Ahokas rozpoczął poszukiwanie muzyków, dołączył do niego Sami Koikkalainen jako gitarzysta, który jest także członkiem Fragile Hollow oraz Toni Toivanen jako perkusista z zespołu Denigrate. W 2003 ukazał się debiutancki album Rain Paint Nihil Nisi Mors.

## Muzycy

### Obecny skład zespołu
- Aleksi Ahokas – śpiew, gitara, gitara basowa
- Sami Koikkalainen – gitara
- Toni Toivanen – perkusja

### Byli członkowie zespołu
- Henri Villberg – śpiew
- Micko Hell – śpiew
- Make Vainio – perkusja
- Tea Dickman – instrumenty klawiszowe

## Dyskografia
- (2003) Nihil Nisi Mors (LP)
- (2006) Disillusion Of Purity (LP)